# Piibe
Piibe est un village de la Commune de Rakke du Comté de Viru-Ouest en Estonie.
Il abritait autrefois un Manoir (en allemand : le Manoir de Piep) où est né en 1792 Karl Ernst von Baer, biologiste germano-balte, père de l’embryologie.

## Source
- (et) Cet article est partiellement ou en totalité issu de l’article de Wikipédia en estonien intitulé « Piibe » (voir la liste des auteurs).